# Wimbledon Championships 2021/Herrendoppel-Rollstuhl
Das Herrendoppel (Rollstuhl) der Wimbledon Championships 2021 war ein Rollstuhltenniswettbewerb in London und fand vom 8. bis zum 11. Juli statt. 
Vorjahressieger waren Joachim Gérard und Stefan Olsson.

## Setzliste
| Nr. | Paarung                        | Erreichte Runde |
| --- | ------------------------------ | --------------- |
| 01. | Alfie Hewett Gordon Reid       | Sieg            |
| 02. | Stéphane Houdet Nicolas Peifer | Halbfinale      |

## Hauptrunde
Zeichenerklärung
- Q = Qualifikant
- WC = Wildcard
- LL = Lucky Loser
- ITF = qualifiziert über ITF-Ranking
- ALT = alternate (Ersatz)
- PR = Protected Ranking
- SE = Special Exempt
- r = retired (Aufgabe)
- d = Disqualifikation
- w.o. = walkover
- [ ] = Match-Tie-Break

|  | Halbfinale | Halbfinale                       | Halbfinale | Halbfinale | Halbfinale |  |  | Finale | Finale                      | Finale | Finale | Finale |
|  |            |                                  |            |            |            |  |  |        |                             |        |        |        |
|  |            |                                  |            |            |            |  |  |        |                             |        |        |        |
|  | 1          | Alfie Hewett Gordon Reid         | 6          | 7          |            |  |  |        |                             |        |        |        |
|  |            | Gustavo Fernández Shingo Kunieda | 2          | 5          |            |  |  |        |                             |        |        |        |
|  |            |                                  |            |            |            |  |  | 1      | Alfie Hewett Gordon Reid    | 7      | 6      |        |
|  |            |                                  |            |            |            |  |  |        | Tom Egberink Joachim Gérard | 5      | 2      |        |
|  |            | Tom Egberink Joachim Gérard      | 3          | 6          | 6          |  |  |        |                             |        |        |        |
|  | 2          | Stéphane Houdet Nicolas Peifer   | 6          | 4          | 2          |  |  |        |                             |        |        |        |
|  |            |                                  |            |            |            |  |  |        |                             |        |        |        |